# Osfronèmids
Els osfronèmids (Osphronemidae) és una família de peixos del subordre Anabantoidei, vulgarment anomenats gouramis. Altres esquemes classificatoris es refereixen a aquesta família com Polyacanthidae o Belontidae (exceptuant Osphronemus). Si bé Osphronemus gourami és pescat i criat per al consum humà, la importància econòmica d'aquesta família es vincula principalment a l'aquariofília, ja que inclou a alguns dels peixos d'aquari més populars, tals com Betta splendens (lluitador de Siam), Macropodus opercularis (peix paradís), Trichogaster leeri i Colisa lalia (colisa nana). Mitjançant la criança selectiva desenvolupada durant dècades han sorgit varietats d'aquari que es diferencien dels exemplars salvatges pel gran desenvolupament de les aletes imparells i per la intensitat de la seva coloració.

## Taxonomia
- Subfamília Belontiinae
  - Gènere Belontia
    - Belontia hasselti (Cuvier, 1831).
    - Belontia signata (Günther, 1861).
- Subfamília Macropodinae
  - Gènere Betta
    - Betta akarensis Regan, 1910.
    - Betta albimarginata Kottelat & Ng, 1994.
    - Betta anabatoides Bleeker, 1851.
    - Betta antoni Tan & Ng, 2006.
    - Betta balunga Herre, 1940.
    - Betta bellica Sauvage, 1884.
    - Betta breviobesus Tan & Kottelat, 1998.
    - Betta brownorum Witte & Schmidt, 1992.
    - Betta burdigala Kottelat & Ng, 1994.
    - Betta channoides Kottelat & Ng, 1994.
    - Betta chini Ng, 1993.
    - Betta chloropharynx Kottelat & Ng, 1994.
    - Betta coccina Vierke, 1979.
    - Betta compuncta Tan & Ng, 2006.
    - Betta dimidiata Roberts, 1989.
    - Betta edithae Vierke, 1984.
    - Betta enisae Kottelat, 1995.
    - Betta falx Tan & Kottelat, 1998.
    - Betta foerschi Vierke, 1979.
    - Betta fusca Regan, 1910.
    - Betta hipposideros Ng & Kottelat, 1994.
    - Betta ibanorum Tan & Ng, 2004.
    - Betta ideii Tan & Ng, 2006.
    - Betta imbellis Ladiges, 1975.
    - Betta krataios Tan & Ng, 2006.
    - Betta livida Ng & Kottelat, 1992.
    - Betta macrostoma Regan, 1910.
    - Betta mandor Tan & Ng, 2006.
    - Betta miniopinna Tan & Tan, 1994.
    - Betta patoti Weber & de Beaufort, 1922.
    - Betta persephone Schaller, 1986.
    - Betta pi Tan, 1998.
    - Betta picta (Valenciennes, 1846).
    - Betta pinguis Tan & Kottelat, 1998.
    - Betta prima Kottelat, 1994.
    - Betta pugnax (Cantor, 1849).
    - Betta pulchra Tan & Tan, 1996.
    - Betta renata Tan, 1998.
    - Betta rubra Perugia, 1893.
    - Betta rutilans Witte & Kottelat, 1991.
    - Betta schalleri Kottelat & Ng, 1994.
    - Betta simplex Kottelat, 1994.
    - Betta smaragdina Ladiges, 1972.
    - Betta spilotogena Ng & Kottelat, 1994.
    - Betta splendens Regan, 1910.
    - Betta strohi Schaller & Kottelat, 1989.
    - Betta taeniata Regan, 1910.
    - Betta tomi Ng & Kottelat, 1994.
    - Betta tussyae Schaller, 1985.
    - Betta uberis Tan & Ng, 2006.
    - Betta unimaculata (Popta, 1905).
    - Betta waseri Krummenacher, 1986.

  - Gènere Macropodus
    - Macropodus erythropterus Freyhof & Herder, 2002.
    - Macropodus hongkongensis Freyhof & Herder, 2002.
    - Macropodus ocellatus (de Beaufort, 1933).
    - Macropodus opercularis (Linnaeus, 1758).
    - Macropodus spechti Schreitmüller, 1936.

  - Gènere Malpulutta
    - Malpulutta kretseri Deraniyagala, 1937.

  - Gènere Parosphromenus
    - Parosphromenus allani Brown, 1987.
    - Parosphromenus anjunganensis Kottelat, 1991.
    - Parosphromenus bintan Kottelat & Ng, 1998.
    - Parosphromenus deissneri (Bleeker, 1859).
    - Parosphromenus filamentosus (Oshima, 1919).
    - Parosphromenus linkei Kottelat, 1991.
    - Parosphromenus nagyi Schaller, 1985.
    - Parosphromenus ornaticauda Kottelat, 1991.
    - Parosphromenus paludicola Tweedie, 1952.
    - Parosphromenus parvulus Vierke, 1979.

  - Gènere Pseudosphromenus
    - Pseudosphromenus cupanus (Cuvier, 1831).
    - Pseudosphromenus dayi (Engmann, 1909).

  - Gènere Trichopsis
    - Trichopsis pumila (Arnold, 1936).
    - Trichopsis schalleri (Kottelat & Ng, 1994).
    - Trichopsis vittata (Cuvier, 1831).
- Subfamília Luciocephalinae (Trichogastrinae)
  - Gènere Colisa
    - Colisa lalia (Hamilton, 1822).

  - Gènere Ctenops
    - Ctenops nobilis McClelland, 1845.

  - Gènere Luciocephalus
    - Luciocephalus pulcher (Gray, 1830).

  - Gènere Parasphaerichthys
    - Parasphaerichthys lineatus Britz & Kottelat, 2002.
    - Parasphaerichthys ocellatus (de Beaufort, 1933).

  - Gènere Polyacanthus
    - Polyacanthus fasciatus (Regan, 1910).

  - Gènere Sphaerichthys
    - Sphaerichthys acrostoma Vierke, 1979.
    - Sphaerichthys osphromenoides Canestrini, 1860.
    - Sphaerichthys selatanensis Vierke, 1979.
    - Sphaerichthys vaillanti Pellegrin, 1930.

  - Gènere Trichogaster
    - Trichogaster chuna (Hamilton, 1822).
    - Trichogaster labiosus Day, 1877.
    - Trichogaster leerii (Bleeker, 1852).
    - Trichogaster microlepis (Günther, 1861).
    - Trichogaster pectoralis (Regan, 1910).
    - Trichogaster trichopterus (Pallas, 1770).
- Subfamília Osphroneminae
  - Gènere Osphronemus
    - Osphronemus exodon Roberts, 1994.
    - Osphronemus goramy Lacépède, 1801.
    - Osphronemus laticlavius Roberts, 1992.
    - Osphronemus septemfasciatus Roberts, 1992.